# Arbore de cafea
Arborele de cafea este un membru al familiei Rubiaceae, genul Coffea cuprinzând circa 60 de specii, dintre care cele mai importante din punct de vedere economic sunt genurile Coffea arabica și Coffea canephora denumită și „Robusta”. Este înrudit cu arborele de cacao.
Coffea arabica ocupă 75-80% din producția mondială de cafea, în timp ce Coffea canephora cca. 20 %.

## Descriere
Arborele are de obicei forma unui con, cu ramuri flexibile și rădăcini superficiale. Specia Arabica poate atinge la vârsta de 6 ani o înălțime de circa 5–6 m iar Robusta până la 10–15 m înălțime. Culturile sunt menținute prin tăieri la o înălțime de 2,5–3 m, pentru creșterea randamentului în fructe și ușurarea culesului.
Frunzele sunt verzi și lucioase asemănatoare cu cele de laur cu o lungime de maximum 20 cm.
Florile sunt albe, cresc sub formă de ciorchine și emană un miros puternic asemănător cu cel de iasomie sau de portocal. Perioada de înflorire variază de la o zonă la alta. Caracteristic la arborele de cafea este faptul că în permanență se găsesc în același arbore ramuri de flori și de fructe verzi sau coapte, culoarea acestora trecând de la verde, la galben, apoi la roșu deschis și roșu purpuriu, când fructele sunt la maturitate. 

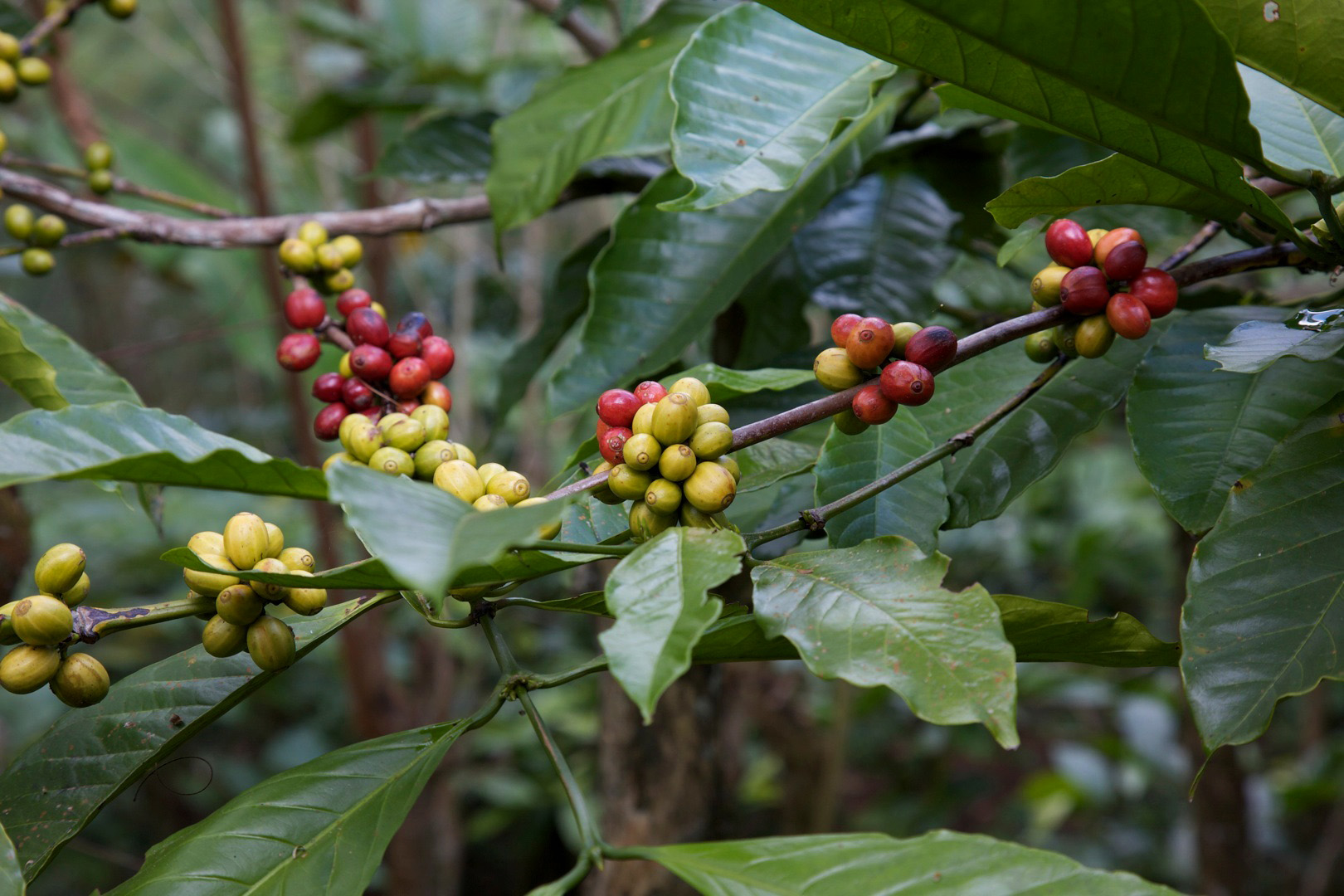
Fructe de cafea

Fructele de cafea se aseamănă cu cireșele și conțin circa 68 % pulpă, 6 % tegument, cofeină 1,7 – 4,0 % și circa 26 % bob curat. Fructul este o drupă falsă, acoperită de un tegument membranos care-și schimbă culoarea de la verde la roșu purpuriu în functie de stadiul de dezvoltare. Un arbore de cafea tânăr poate furniza la recoltare până la 2,5 kg de fructe din care se pot obține, după prelucrare, circa 500 g boabe de cafea verde sau 400 g cafea prăjită.

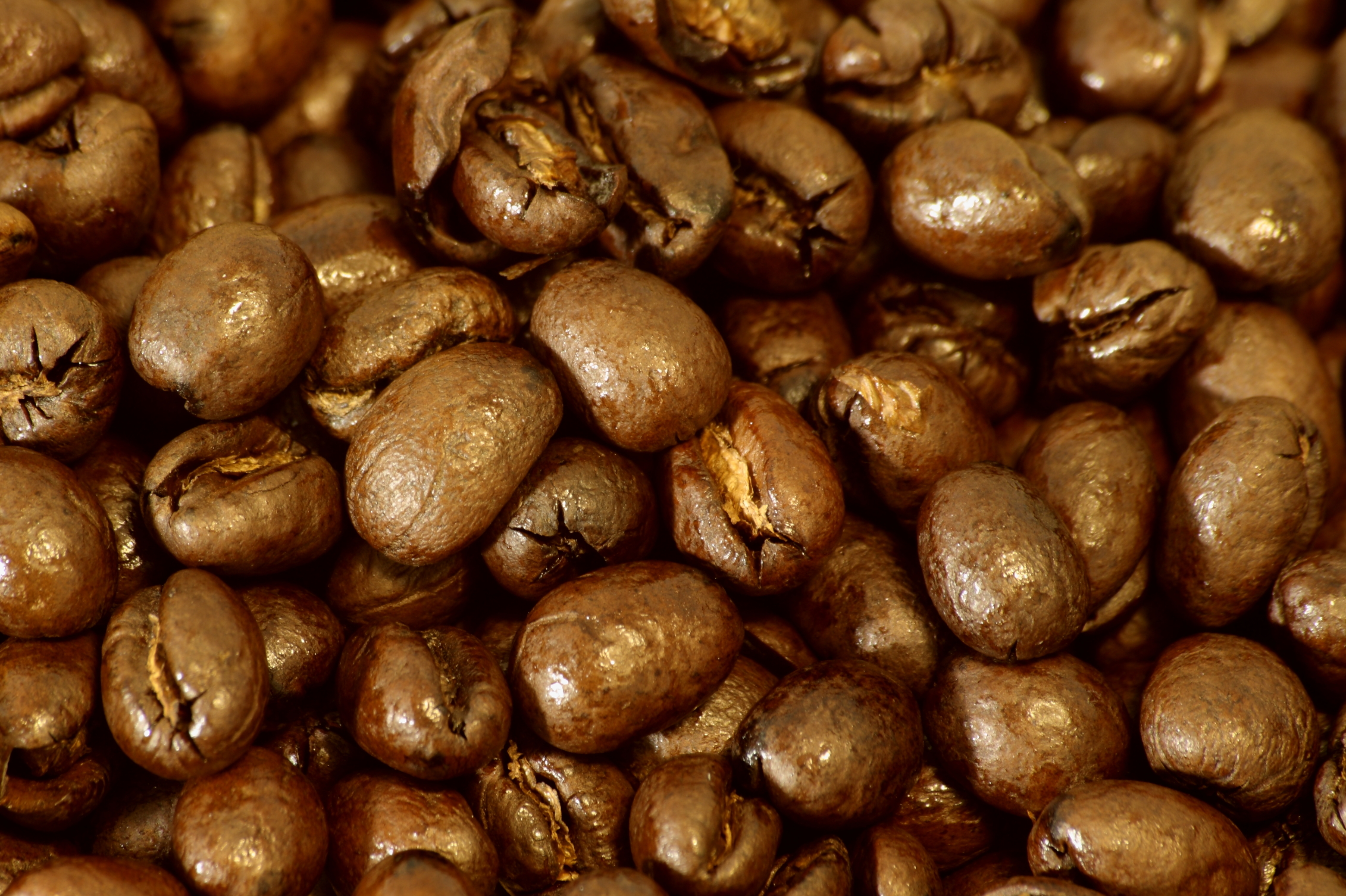
Boabe de cafea Caracoli

Sub acest înveliș în interiorul unei pulpe cărnoase se află bobul de cafea. Este format din două părți aplatizate pe o parte și despărțite de o adâncime longitudinală. Bobul de cafea este de culoare verde în interior, acoperit de o peliculă subțire argintie, peste care se află un înveliș pergamentos de culoare galben-brună. Există și fructe în interiorul cărora se găsește un singur bob de cafea de formă rotundă și care este denumit de cultivatori „Caracoli”. Aceste boabe provin din fructele arbuștilor îmbătrâniți care cresc pe ramurile exterioare. Aroma boabelor Caracoli este mai pronunțată, motiv pentru care sunt atent selecționate de cultivatori, iar cafeaua obținută este mult apreciată pentru aroma și savoarea ei.

## Cultivare
Arborele de cafea crește în regiuni tropicale și subtropicale (Africa tropicală, Madagascar, insulele Oceanului Indian etc), cu temperaturi medii de circa 18-22 grade C și ploi abundente. Zona principală de cultură este situată între 22-24 °C latitudine sudică, la altitudini situate între 200 și 1200 m, dar și în zonele de 2000 m. Cafeaua recoltată aici este denumită „high grown coffee” (cafea de altitudine), a cărei calitate este foarte bună, cu aromă puternică fiind extrem de apreciată.
Arborele de cafea se dezvoltă normal în culturi intercalate cu bananieri, porumb și ricin. Acestea oferă protecție la intemperii și umbra necesară în zilele prea călduroase. În regiunile subtropicale, unde condițiile climatice sunt mai blânde, plantațiile se fac sub cer deschis.

## Alte specii
- Coffea canephora („robusta”) este originară din Africa, arborele putând ajunge la o înălțime de până la 10 m. Fructele sale sunt mai mici decât cele de Coffea arabica și ajung la maturitate după 11 luni.
- Coffea liberica crește în Malaezia și Africa de Vest. Poate atinge înălțimi de până la 18 m.

| - Coffea abbayesii J.-F.Leroy - Coffea affinis De Wild. - Coffea alleizettii Dubard - Coffea ambanjensis J.-F.Leroy - Coffea ambongenis J.-F.Leroy ex A.P.Davis - Coffea andrambovatensis J.-F.Leroy - Coffea ankaranensis J.-F.Leroy ex A.P.Davis - Coffea anthonyi Stoff. & F.Anthony - Coffea arabica L. - Coffea arenesiana J.-F.Leroy - Coffea augagneurii Dubard - Coffea bakossii Cheek & Bridson - Coffea benghalensis B.Heyne ex Schult. - Coffea bertrandii A.Chev. - Coffea betamponensis PortÃ¨res & J.-F.Leroy - Coffea bissetiae A.P.Davis & Rakotonas. - Coffea boinensis A.P.Davis & Rakotonas. - Coffea boiviniana A.P.Davis & Rakotonas. - Coffea bonnieri Dubard - Coffea brassii (J.-F.Leroy) A.P.Davis - Coffea brevipes Hiern - Coffea bridsoniae A.P.Davis & Mvungi - Coffea buxifolia A.Chev. - Coffea canephora Pierre ex A.Froehner - Coffea carrissoi A.Chev. - Coffea charrieriana Stoff. & F.Anthony - Coffea cochinchinensis Pierre ex Pit. - Coffea commersoniana (Baill.) A.Chev. - Coffea congensis A.Froehner - Coffea costatifructa Bridson - Coffea coursiana J.-F.Leroy - Coffea dactylifera Robbr. & Stoff. - Coffea decaryana J.-F.Leroy - Coffea dubardii Jum. - Coffea ebracteolata (Hiern) Brenan - Coffea eugenioides S.Moore - Coffea fadenii Bridson - Coffea farafanganensis J.-F.Leroy - Coffea floresiana Boerl. - Coffea fotsoana Stoff. & SonkÃ© - Coffea fragilis J.-F.Leroy - Coffea fragrans Wall. ex Hook.f. | - Coffea gallienii Dubard - Coffea grevei Drake ex A.Chev. - Coffea heimii J.-F.Leroy - Coffea x heterocalyx Stoff. - Coffea homollei J.-F.Leroy - Coffea horsfieldiana Miq. - Coffea humbertii J.-F.Leroy - Coffea humblotiana Baill. - Coffea humilis A.Chev. - Coffea jumellei J.-F.Leroy - Coffea kapakata (A.Chev.) Bridson - Coffea kianjavatensis J.-F.Leroy - Coffea kihansiensis A.P.Davis & Mvungi - Coffea kimbozensis Bridson - Coffea kivuensis Lebrun - Coffea labatii A.P.Davis & Rakotonas. - Coffea lancifolia A.Chev. - Coffea lebruniana Germ. & Kester - Coffea leonimontana Stoff. - Coffea leroyi A.P.Davis - Coffea liaudii J.-F.Leroy ex A.P.Davis - Coffea liberica Hiern - Coffea ligustroides S.Moore - Coffea littoralis A.P.Davis & Rakotonas. - Coffea lulandoensis Bridson - Coffea mabesae (Elmer) J.-F.Leroy - Coffea macrocarpa A.Rich. - Coffea madurensis Teijsm. & Binn. ex Koord. - Coffea magnistipula Stoff. & Robbr. - Coffea malabarica (Sivar., Biju & P.Mathew) A.P.Davis - Coffea mangoroensis PortÃ¨res - Coffea manombensis A.P.Davis - Coffea mapiana SonkÃ© - Coffea mauritiana Lam. - Coffea mayombensis A.Chev. - Coffea mcphersonii A.P.Davis & Rakotonas. - Coffea melanocarpa Welw. ex Hiern - Coffea merguensis Ridl. - Coffea millotii J.-F.Leroy - Coffea minutiflora A.P.Davis & Rakotonas. - Coffea mogenetii Dubard - Coffea mongensis Bridson | - Coffea montekupensis Stoff. - Coffea montis-sacri A.P.Davis - Coffea moratii J.-F.Leroy ex A.P.Davis & Rakotonas. - Coffea mufindiensis Hutch. ex Bridson - Coffea myrtifolia (A.Rich. ex DC.) J.-F.Leroy - Coffea namorokensis A.P.Davis & Rakotonas. - Coffea neobridsoniae A.P.Davis - Coffea neoleroya A.P.Davis - Coffea perrieri Drake ex Jum. - Coffea pervilleana (Baill.) Drake - Coffea pocsii Bridson - Coffea pseudozanguebariae Bridson - Coffea pterocarpa A.P.Davis & Rakotonas. - Coffea racemosa Lour. - Coffea rakotonasoloi A.P.Davis - Coffea ratsimamangae J.-F.Leroy ex A.P.Davis & Rakotonas. - Coffea resinosa (Hook.f.) Radlk. - Coffea rhamnifolia (Chiov.) Bridson - Coffea richardii J.-F.Leroy - Coffea sahafaryensis J.-F.Leroy - Coffea sakarahae J.-F.Leroy - Coffea salvatrix Swynn. & Philipson - Coffea sambavensis J.-F.Leroy ex A.P.Davis & Rakotonas. - Coffea sapinii (De Wild.) A.P.Davis - Coffea schliebenii Bridson - Coffea semsei (Bridson) A.P.Davis - Coffea sessiliflora Bridson - Coffea stenophylla G.Don - Coffea tetragona Jum. & H.Perrier - Coffea togoensis A.Chev. - Coffea toshii A.P.Davis & Rakotonas. - Coffea travancorensis Wight & Arn. - Coffea tricalysioides J.-F.Leroy - Coffea tsirananae J.-F.Leroy - Coffea vatovavyensis J.-F.Leroy - Coffea vavateninensis J.-F.Leroy - Coffea vianneyi J.-F.Leroy - Coffea vohemarensis A.P.Davis & Rakotonas. - Coffea wightiana Wall. ex Wight & Arn. - Coffea zanguebariae Lour. |